# Terrorisme en 2023
Chronologie du terrorisme
- 2019
- 2020
- 2021
- 2022
- 2023
- 2024
- 2025
- 2026
- 2027

Cet article comprend une liste non exhaustive d'attentats et attaques notables ayant eu lieu dans le monde en 2023, dans l'ordre chronologique, qu'ils aient été ou non meurtriers.

## Événements

### Janvier
- Afghanistan : Le 1er janvier, une bombe explose contre un aéroport de Kaboul, causant plusieurs victimes, l'attentat est revendiqué par l'État islamique, ce dernier se donne un bilan de 20 morts et 30 blessés[1].
- Inde :
  - Le 1er janvier, des terroristes ouvrent le feu dans des habitations à Dangri, dans le district de Rajauri, faisant 4 morts[2].
  - Le 2 janvier, le lendemain après l'attaque à Dangri, un EEI explose, tuant un enfant et faisant 5 blessés[3], deux d'entre eux meurent plus tard l'après-midi[4] et le 8 janvier[5].
- Somalie : Le 4 janvier, un double attentat à la voiture piégée fait 19 morts près d'une base militaire dans la matinée à Mahas, les Shebabs ont revendiqué l'attaque[6].
- Afghanistan : Le 10 janvier, un kamikaze de l'EI-K fait détoner sa ceinture explosive à Kaboul au milieu d'employés et de gardes qui sortaient du ministère des Affaires étrangères, faisant 10 morts et 53 blessés[7].
- République démocratique du Congo : Le 15 janvier, un attentat à la bombe à Kasindi dans une église pentecôtiste revendiqué par l'État islamique fait 17 morts et 39 blessés[8],[9].
- Somalie : Le 17 janvier, les Shebabs lance une attaque contre le camp militaire de Hawadley au nord de Mogadiscio, tuant au moins 5 soldats[10].
- Espagne : Le 25 janvier, un homme vêtu d'un djellaba tue un sacristain à la machette et fait quatre blessés dont un prêtre, dans 2 églises à Algésiras. L'assaillant, un marocain de 25 ans, était en instance d'expulsion pour situation irrégulière et n'avait pas d'antécédents pénaux[11].
- Iran : Le 27 janvier, un homme armé d'une kalachnikov pénètre dans l'ambassade d'Azerbaïdjan à Téhéran et tue une personne et en blesse 2 autres. Le président azerbaïdjanais, Ilham Aliev qualifie l'attaque de terroriste et en impute la responsabilité à l'Iran. Tandis que le chef de la police de Téhéran évoque des motifs personnels et familiaux[12].
- Jérusalem-Est :
  - Le 27 janvier, un palestinien de 21 ans ouvre le feu à la sortie d'une synagogue faisant au moins 7 morts et 10 blessés, avant d'être abattu par les forces de l'ordre[13].
  - Le 28 janvier, un palestinien de 13 ans ouvre le feu sur le site archéologique de la Cité de David et blesse 2 personnes, avant d'être blessé par les forces de l'ordre[14].
- Pakistan : Le 30 janvier, un kamikaze se fait exploser en pleine messe de la mosquée du QG de la police de Peshawar, Khyber Pakhtunkhwa, causant la mort d'au moins 100 personnes et en blessant 221 autres. Un groupe terroriste proche des Talibans pakistanais du Tehrik-e-Taliban Pakistan (TTP) est suspecté[15],[16].

### Février

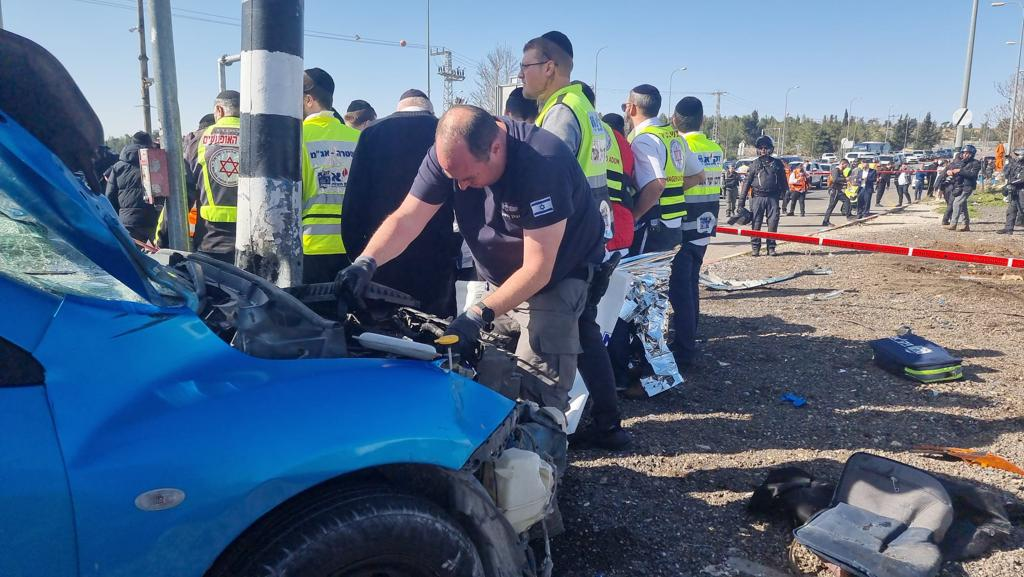
Scène de l'attaque à Ramot.

- Jérusalem-Est : Le 10 février, une attaque à la voiture-bélier à Ramot fait 2 morts et 5 blessés à un arrêt de bus, avant que l'assaillant soit neutralisé par les forces de l'ordre[17].
- Syrie : Le 11 février, des personnes ramassant des truffes des sables dans la région de Homs, sont attaqués par des terroristes de l'État Islamique. Ils tuent 16 personnes et une soixantaine d'autres sont enlevés[18].
- Syrie : Le 17 février, une autre attaque de l'État Islamique sur des ramasseurs de truffes dans la région de Homs fait 68 morts, dont 7 militaires syriens[18].
- Cameroun: le 25 février, dix-huit personnes sont blessées par trois explosions au départ d'un marathon à Buéa, dans la région anglophone du Sud-Ouest. L'attaque est revendiquée par les Ambazonian Defence Forces (ADF), l'un des principaux groupes armés en zones anglophones[19].
- Cisjordanie :
  - Le 26 février, 2 frères habitants d’une colonie juive près de Naplouse sont percutés par une voiture. Un individu en sort et les tues par balles. L’assaillant est en cavale[20].
  - Le 27 février, un homme ouvre le feu sur la route de la mer morte près de Jéricho, blessant mortellement un israélo-américain de 27 ans. L'individu provoque une nouvelle fusillade près d'Almog sans faire de victime. Les forces de l'ordre répliquent, sans parvenir à le neutraliser, et l'homme s'enfuit dans le camp de réfugiés d'Aqabat Jabr[21].

### Mars
- Burkina Faso : Le 2 mars, une attaque par des groupes terroristes visant des jeunes dans un kiosque à Aoréma fait au moins 12 morts[22].
- Pakistan : Le 6 mars, un attentat-suicide revendiqué par Daech par un kamikaze en moto visant un camion de la police à Kachhi tue au moins 9 policiers et fait au moins 16 blessés[23].
- République démocratique du Congo : La nuit du 8 au 9 mars, des assaillants d'ADF armés de machettes attaquent dans le territoire de Beni les villages de Mukondi et de Mausa, tuant au moins 40 personnes[24].
- Afghanistan : 
  - le 8 mars, vers 8 h 30, un tireur de la branche khorassanienne de Daech ouvre le feu sur un véhicule transportant Mohammad Nader Kakar, responsable de l'approvisionnement en eau et des systèmes de canalisation de la province de Hérat, et six autres personnes. Mohammad Nader Kakar et deux de ses collègues (Wahidullah et Nooruddin) sont tués tandis que deux à quatre autres personnes sont grièvement blessés[25],[26],[27],[28] ;
  - le 9 mars, vers 9 h 20, un kamikaze de la branche khorassanienne de Daech se fait exploser dans le bureau du gouverneur (en) de la province de Balkh, Mohammad Dawood Muzammil, à Mazâr-e Charîf[29]. Le gouverneur et deux civils sont tués tandis que trois militaires et un civil sont blessés[30].
- Israël : Le 9 mars, dans la soirée, un homme ouvre le feu sur des passants sur l'avenue Dizengoff à Tel-Aviv faisant 3 blessés dont un grave, avant d'être tué par les forces de l'ordre. Le terroriste, un palestinien de 23 ans est identifié comme le fils d'un dirigeant du Hamas[31].
- Colombie : Le 10 mars, une attaque par un groupe non identifié par explosifs et armes à feu visant la police nationale sur route El Zulia-Sardinata blesse 3 policiers et deux civils[32].
- Syrie : Le 11 mars, des personnes ramassant des truffes des sables dans le désert de Khanasser, sont attaqués par des terroristes de l'État Islamique. Ils tuent 3 civils et 26 autres sont enlevés[33].
- Afghanistan : Le 11 mars, un attentat au colis piégé de la branche khorassanienne de Daech lors d'un évènement organisé en l'honneur des journalistes afghans à Mazâr-e Charîf tue un garde de sécurité et blesse cinq journalistes et trois enfants[34].
- Israël : Le 13 mars, un homme armé serait arrivé en voiture depuis le Liban, selon les autorités israéliennes, et serait venu poser une bombe au carrefour de Meggido. L’explosion a grièvement blessé une personne et provoqué des coupures de courants dans la région. L’individu armé aurait alors forcé un conducteur à l’emmener vers le nord, mais il est intercepté près de moshav Ya'ara, et abattu par les forces de l’ordre. Il était porteur d’une M-16, d’un revolver et d’une ceinture d’explosif. Les autorités suspectent le terroriste d’être un membre du Hezbollah.
- Somalie : Le 14 mars, un attentat-suicide au véhicule piégé à Bardera fait 5 morts et 11 blessés[35].
- Burkina Faso : Le 22 mars, une attaque visant une unité chargée de sécuriser des travaux de réparation des installations d'approvisionnement en eau régulièrement sabotées de Kaya à Zorkoum fait 14 morts (4 soldats et 10 volontaires pour la défense de la patrie)[36].
- Syrie : Le 24 mars, des personnes ramassant des truffes des sables dans la région d'Alep, sont a nouveau attaqués par des terroristes de l'État Islamique. Ils tuent 15 personnes, dont 7 civiles et 8 combattants pro-régime, tandis 40 autres personnes sont enlevées[37].
- Afghanistan : Le 27 mars, un attentat-suicide revendiqué par l’État islamique près du ministère des affaires étrangères tue 6 civils[38].

### Avril
- Cisjordanie : Le 1er avril, un attentat à la voiture bélier vise des soldats de Tsahal et fait 3 blessés, dans les colonies de Goush Etzion en Cisjordanie. Le terroriste est neutralisé, il était un membre des services de sécurité de l'autorité palestinienne[39].
- Iran/Pakistan : Le 1er avril, une attaque par un groupe armé vise une patrouille militaire se trouvant dans le district de Kech à la frontière depuis le coté iranien, tuant 4 soldats[40].
- Russie : Le 2 avril, une explosion survient dans un café du centre de Saint-Pétersbourg où se tenait une conférence du célèbre blogueur Vladlen Tatarskiï, de son vrai nom Maxime Fomine, pro invasion de l'Ukraine par la Russie. Ce dernier est tué et 32 personnes sont blessées[41].
- Cisjordanie : Le 7 avril, un véhicule circulant près de la colonie juive d'Efrat, dans la vallée du Jourdain, au nord de la Cisjordanie est la cible d’un individu armé. L’attaque cause la mort de 2 sœurs israélo-britanniques âgées respectivement d’une quinzaine et d'une vingtaine d’années, et blesse grièvement leur mère de 48 ans qui meure le lendemain[42]. Le terroriste est en cavale[43].
- Israël : Dans la soirée du 7 avril, un attentat à la voiture bélier a lieu sur une artère touristique de Tel-Aviv longeant une plage. L'attaque fait un mort et 5 blessés, le terroriste est abattu par les forces de l'ordre[44].
- Pakistan : Le 10 avril, l'explosion d'une moto piégée à Quetta contre un véhicule de police fait 4 morts et 15 blessés[45].
- Burkina Faso : Le 23 avril, le village de Karma est attaqué, les auteurs portant des uniformes de l'armée tues environ 60 personnes[46], le capitaine Ibrahim Traoré affirma plus tard que c'était de l'équipement récupéré par des groupes terroristes[47].
- Israël : Le 25 avril, une attaque à la voiture-bélier survient à Jérusalem et fait au moins 5 blessés. Le terroriste est abattu par un civil armé, il était originaire de Jérusalem-Est[48].

### Mai
- Burkina Faso : Le 11 mai, une attaque djihadiste par des assaillants a bort de motos dans le village de Youlou fait 33 morts[49].
- Colombie : Le 24 mai, une bombe posée sur le bord d'une route dans la municipalité de Tibú visant une patrouille de police tue 2 agents, une femme et fait également 4 blessés[50].
- Somalie : Le 26 mai vers 5 heures du matin, une attaque des shebab contre la base de Bulo Marer impliquant au moins une voiture piégée et des kamikazes fait 54 victimes parmi les casques bleus ougandais selon le président de l'Ouganda[51], alors que les terroristes affirment dans leurs revendications en avoir tués 137[52].
- Cameroun : Dans la nuit du mardi 29 au mercredi 30, deux attaques terroristes font 4 victimes dans la ville de Mora et 3 autres à des dizaines de kilomètres plus loin dans le département du Logone et Chari[53].

### Juin
- Afghanistan : Le 6 juin, un attentat-suicide à la voiture piégée à Faizabad vise le véhicule transportant le gouverneur par intérim de la province du Badakhchan, Nisar Ahmad Ahmadi (en), le tuant avec son chauffeur et blessant six civils[54],[55],[56]. Ses funérailles seront le théâtre d’un autre attentat.
- Burkina Faso : Le 7 juin, une attaque suspecté par des djihadistes dans Sawenga fait 21 morts et 5 blessés[57].
- Afghanistan : Le 8 juin, une explosion aux funérailles de Nisar Ahmad Ahmadi (en) fait au moins 19 morts et 30 blessés[58]. Cet attentat est revendiqué par l'EI-K[59].
- Ouganda : Dans la nuit du 16 au 17 juin, une attaque contre un lycée à Mpondwe par ADF fait 42 morts et 6 personnes ont aussi été enlevés[60].
- Cisjordanie occupée : Le 20 juin, une double attaque armée a lieu dans et devant la colonie israélienne d'Eli en Cisjordanie. 4 personnes sont tuées et 4 autres blessées. Les 2 assaillants sont abattus. Le Hamas revendique l'attaque[61].

### Juillet
- Colombie : Le 21 juillet, une voiture piégée explose devant une base militaire à Arauca, faisant 6 blessés, les deux auteurs furent tués[62].

- Somalie : Le 24 juillet, un attentat-suicide contre des recrues d'une académie militaire à Mogadiscio tue au moins 20 personnes, ce dernier est revendiqué par les shebabs[63].

- Pakistan : Le 30 juillet, un attentat-suicide se produit à Khar (en) lors d'un rassemblement du Jamiat Ulema-e-Islami-Fazal, faisant au moins 63 morts et 100 blessés[64], l'attaque est revendiqué par l'État islamique[65].

### Septembre
- Pakistan : Le 29 septembre, un attentat-suicide lors d'une procession religieuse fait 52 morts.

### Octobre
- Turquie : Le 1er octobre, un attentat suicide vise la Direction générale du ministère de l'Intérieur turc à Ankara, tandis qu'un second assaillant armé est abattu devant le même bâtiment. 2 policiers sont blessés dans l'attaque. Le PKK revendique l'attentat[66].
- Syrie : Le 5 octobre, une attaque de drones vise une cérémonie de promotion d'officiers à l'académie militaire de Homs et fait au moins 112 morts et 125 blessés. Selon l'armée syrienne, l'attaque est menée « à l'aide de drones chargés d'explosifs », certaines sources font état de 8 engins volants utilisés. L'attaque n'est pas revendiquée[67].
- Israël : Le 7 octobre, la population civile israélienne subit une attaque terroriste du mouvement islamiste Hamas qui gouverne Gaza. L'attaque, par air, mer et terre est condamnée par la France[68].  Elle fait 1290 morts répartis ainsi : 334 femmes et 956 hommes, dont 817 civils et 473 soldats, policiers et secouristes.
- Égypte : Le 8 octobre, à Alexandrie, au lendemain d'une nouvelle confrontation israélo-arabe, un policier égyptien abat avec son arme de service un couple de touristes israéliens ainsi qu'un Égyptien. Il est arrêté par les forces de l'ordre[69].
- France : Le 13 octobre, un ancien élève du lycée Gambetta-Carnot d’Arras âgé de 20 ans, fiché S pour radicalisation, s'introduit dans l'établissement avec un couteau, et poignarde mortellement un professeur, et en blesse un autre ainsi que 2 agents d'entretien. Il est arrêté par les forces de l'ordre[70]. Une vidéo de revendication est retrouvée sur son téléphone où il prête allégeance au groupe terroriste État islamique[71].
- Belgique : Le 16 octobre, une fusillade a lieu à Bruxelles quand un homme armé d'un fusil d'assaut de type AR15 tue 2 supporters suédois et en blesse au moins un autre. Il revendique ensuite son attaque dans une vidéo en direct sur Facebook et fait allégeance au groupe terroriste État islamique. Le lendemain de l'attaque, l'assaillant a été abattu par la police belge[72].

### Novembre
• Israël : Le 30 novembre, une fusillade survient à un arrêt de bus à l'ouest de Jérusalem et fait 3 morts et 6 blessés. Les 2 assaillants, 2 frères originaires de Jérusalem-Est et affiliés au Hamas, sont tués par des militaires et un civil israélien armé.

### Décembre
- France : Le 2 décembre, attentat du pont de Bir-Hakeim à Paris. Un homme armé d'un couteau et d'un marteau a attaqué un groupe de touristes et tué un allemand avant de s'enfuir et de s'attaquer à d'autres personnes et de blessés deux d'entre eux. L'assaillant a ensuite été arrêté par la police grâce à un tir de pistolet à impulsions électriques. Il a reconnu faire cette attaque pour ''venger la mort des musulmans en Palestine'' et accuse la France d'être ''complice des massacres fait par Israël'', une vidéo où il prête allégeance au groupe terroriste Etat Islamique est retrouvé dans son téléphone. Le terroriste, souffrant de graves pathologies psychiatriques, était fiché S et avait effectué 4 ans de prison en 2016 pour projet terroriste. Il avait également eu contact avec le terroristes des attentats de Magnanville et de Saint-Etienne-du-Rouvray[74].
- Philippines : Le 3 décembre, un attentat à la bombe survient lors d'une messe catholique à Marawi dans le sud du pays faisant au moins 3 morts et des dizaines de blessés. L'Etat Islamique revendique l'attaque[75].
- Pakistan : Le 12 décembre, un attentat suicide vise un bâtiment militaire dans le district de Dera Ismail Khan. L'attaque fait au moins 23 morts et est revendiquée par les Talibans pakistanais[76].
- Iran : Le 14 décembre, le commissariat de la ville de Rask, dans la province du Sistan-Baloutchistan, est attaqué par des djihadistes. Les combats causent la mort de 11 policiers et font de nombreux blessés. Le groupe jihadiste baloutche Jaïsh al-Adl ("Armée de la Justice") revendique l'attaque[77].